# Zdeněk Kolář
Zdeněk Kolář (Bystřice nad Pernštejnem, 9 oktober 1996) is een Tsjechisch tennisser.

## Carrière
Kolář werd proftennisser in 2013 maar won zijn eerste challenger pas in 2017, hij won dat jaar er drie in het dubbelspel. In 2018 won hij een challenger en in 2019 was hij de sterkste in twee challengers. In 2020 won hij er opnieuw drie, in 2021 legde hij zich ook meer toe op enkelspel en won drie challengers in het enkelspel en vier in het dubbelspel. In 2022 wist hij zich voor het eerst te plaatsen voor de hoofdtabel op een Grand Slam, hij bereikte de tweede ronde op Roland Garros in het enkelspel. Later op het jaar verloor hij in de eerste ronde op de US Open.
Kolář komt voor Tsjechië ook uit op de Daviscup.

## Palmares
| Legenda                       | Legenda               |
| ----------------------------- | --------------------- |
| Grand Slam                    |                       |
| Olympische Spelen             |                       |
| tot 2009                      | vanaf 2009            |
| Tennis Masters Cup            | ATP Finals            |
| ATP Masters Series            | ATP Tour Masters 1000 |
| ATP International Series Gold | ATP Tour 500          |
| ATP International Series      | ATP Tour 250          |

### Enkelspel
| Nr.                  | Datum             | Toernooi | Ondergrond | Tegenstander in finale | Score         | Details |
| -------------------- | ----------------- | -------- | ---------- | ---------------------- | ------------- | ------- |
| gewonnen challengers |                   |          |            |                        |               |         |
| 1.                   | 3 april 2021      | Oeiras   | Gravel     | Gastão Elias           | 6-4, 7-5      |         |
| 2.                   | 18 juli 2021      | Iași     | Gravel     | Hugo Gaston            | 7-5, 4-6, 6-4 |         |
| 3.                   | 19 september 2021 | Szczecin | Gravel     | Kamil Majchrzak        | 7-6, 7-5      |         |
| 4.                   | 30 april 2023     | Ostrava  | Gravel     | Máté Valkusz           | 6-3, 6-2      |         |

### Dubbelspel
| Nr.                  | Datum             | Toernooi           | Ondergrond    | Partner             | Tegenstander in finale                  | Score            | Details |
| -------------------- | ----------------- | ------------------ | ------------- | ------------------- | --------------------------------------- | ---------------- | ------- |
| gewonnen challengers |                   |                    |               |                     |                                         |                  |         |
| 1.                   | 20 mei 2017       | Samarkand          | Gravel        | Laurynas Grigelis   | Prajnesh Gunneswaran Vishnu Vardhan     | 7-6, 6-3         |         |
| 2.                   | 6 augustus 2017   | Liberec            | Gravel        | Laurynas Grigelis   | Tomasz Bednarek David Pel               | 6-3, 6-4         |         |
| 3.                   | 20 augustus 2017  | Cordenons          | Gravel        | Roman Jebavý        | Igor Zelenay Matwé Middelkoop           | 6-2, 6-3         |         |
| 4.                   | 6 oktober 2018    | Almaty             | Hardcourt     | Lukáš Rosol         | Timur Khabibulin Jevgeni Karlovski      | 6-3, 6-1         |         |
| 5.                   | 20 januari 2019   | Koblenz            | Hardcourt (i) | Adam Pavlásek       | Jürgen Melzer Filip Polášek             | 6-3, 6-4         |         |
| 6.                   | 24 februari 2019  | Bergamo            | Hardcourt (i) | Laurynas Grigelis   | Tomislav Brkić Dustin Brown             | 7-5, 7-6         |         |
| 7.                   | 23 februari 2020  | Bergamo            | Hardcourt (i) | Julian Ocleppo      | Luca Margaroli Andrea Vavassori         | 6-4, 6-3         |         |
| 8.                   | 13 september 2020 | Prostějov          | Gravel        | Lukáš Rosol         | Sriram Balaji Divij Sharan              | 6-2, 2-6, [10-6] |         |
| 9.                   | 6 december 2020   | Maia               | Gravel        | Andrea Vavassori    | Lloyd Glasspool Harri Heliövaara        | 6-3, 6-4         |         |
| 10.                  | 14 februari 2021  | Potchefstroom      | Hardcourt     | Marc-Andrea Hüsler  | Peter Polansky Brayden Schnur           | 6-4, 2-6, [10-4] |         |
| 11.                  | 1 augustus 2021   | Poznań             | Gravel        | Jiří Lehečka        | Karol Drzewiecki Aleksandar Vukic       | 6-4, 3-6, [10-5] |         |
| 12.                  | 15 augustus 2021  | San Marino         | Gravel        | Luis David Martínez | Rafael Matos João Menezes               | 1-6, 6-3, [10-3] |         |
| 13.                  | 7 november 2021   | Bergamo            | Hardcourt (i) | Jiří Lehečka        | Lloyd Glasspool Harri Heliövaara        | 6-4, 6-4         |         |
| 14.                  | 9 januari 2022    | Traralgon          | Hardcourt     | Manuel Guinard      | Marc-Andrea Hüsler Dominic Stricker     | 6-3, 6-4         |         |
| 15.                  | 27 maart 2022     | Zadar              | Gravel        | Andrea Vavassori    | Franco Agamenone Manuel Guinard         | 3-6, 7-6, [10-6] |         |
| 16.                  | 31 juli 2022      | Zug                | Gravel        | Adam Pavlásek       | Karol Drzewiecki Patrik Niklas-Salminen | 6-3, 7-5         |         |
| 17.                  | 2 oktober 2022    | Lissabon           | Gravel        | Gonçalo Oliveira    | Vladyslav Manafov Oleh Prihodko         | 6-1, 7-6         |         |
| 18.                  | 10 september 2023 | Tulln an der Donau | Gravel        | Blaž Rola           | Piotr Matuszewski Kai Wehnelt           | 6-4, 4-6, [10-6] |         |
| 19.                  | 8 oktober 2023    | Lissabon           | Gravel        | Karol Drzewiecki    | Jaime Faria Henrique Rocha              | 6-2, 7-6         |         |
| 20.                  | 12 november 2023  | Matsuyama          | Hardcourt     | Karol Drzewiecki    | Toshihide Matsui Kaito Uesugi           | 6-3, 6-2         |         |

## Resultaten grote toernooien
| Legenda | Legenda                          |
| ------- | -------------------------------- |
| g.t.    | geen toernooi gehouden           |
| l.c.    | lagere categorie                 |
| –       | niet deelgenomen                 |
| G       | uitgeschakeld in de groepsfase   |
| 1R      | uitgeschakeld in de eerste ronde |
| 2R      | uitgeschakeld in de tweede ronde |
| 3R      | uitgeschakeld in de derde ronde  |
| 4R      | uitgeschakeld in de vierde ronde |
| KF      | uitgeschakeld in de kwartfinale  |
| HF      | uitgeschakeld in de halve finale |
| F       | de finale verloren               |
| W       | het toernooi gewonnen            |
| w-v     | winst/verlies-balans             |

### Enkelspel
| toernooi            | 2022 |
| ------------------- | ---- |
| Grandslamtoernooien |      |
| Australian Open     | –    |
| Roland Garros       | 2R   |
| Wimbledon           | 1R   |
| US Open             | –    |
| Statistieken        |      |
| titels per jaar     | 0    |
| eindejaarsranking   |      |